# 鳞喉拾叶雀属
鳞喉拾叶雀属（学名：Anabacerthia）是灶鸟科下的一个属。

## 下属物种
本属包括以下物种：
- 白眉拾叶雀 Anabacerthia amaurotis (Temminck, 1823)
- 高山拾叶雀 Anabacerthia striaticollis Lafresnaye, 1841
- 鳞喉拾叶雀 Anabacerthia variegaticeps (P.L.Sclater, 1857)